# Araneus partitus
Araneus partitus är en spindelart som först beskrevs av Charles Athanase Walckenaer 1842.  Araneus partitus ingår i släktet Araneus och familjen hjulspindlar. Inga underarter finns listade i Catalogue of Life.